# Боровица (приток Моломы)
Боровица — река в России, протекает в Мурашинском районе и Даровском районе Кировской области. Устье реки находится в 137 км по левому берегу реки Молома. Длина реки составляет 34 км, площадь бассейна — 184 км²
Исток реки находится на Северных Увалах в 30 км к юго-западу от посёлка Мураши. Исток лежит на водоразделе бассейнов Моломы и Великой. Река течёт на юго-запад по лесному массиву, единственный населённый пункт на берегах — село Боровица в среднем течении. Приток Токовая (левый). Впадает в Молому выше посёлка Ивановка. Ширина реки около устья — 12 метров.

## Данные водного реестра
По данным государственного водного реестра России относится к Камскому бассейновому округу, водохозяйственный участок реки — Вятка от города Киров до города Котельнич, речной подбассейн реки — Вятка. Речной бассейн реки — Кама.
По данным геоинформационной системы водохозяйственного районирования территории РФ, подготовленной Федеральным агентством водных ресурсов:
- Код водного объекта в государственном водном реестре — 10010300312111100035768
- Код по гидрологической изученности (ГИ) — 111103576
- Код бассейна — 10.01.03.003
- Номер тома по ГИ — 11
- Выпуск по ГИ — 1